# 自動車事故報告義務事件
自動車事故報告義務事件（じどうしゃじこほうこくぎむじけん）とは自動車事故を起こした運転手の警察への事故報告義務を定めた法律と日本国憲法第38条の黙秘権（自己負罪拒否特権）の関係に関する裁判。

## 概要
1958年10月11日午前1時頃に東京都板橋区の路上で20代の男Xが無免許の上に酒気帯びで乗用車を運転し、速度制限違反と前方注視義務違反の結果、自転車に乗った50代男性Yに追突した。当時の道路交通取締法は第24条第1項で交通事故の際に操縦者等に命令の定めるところにより、被害者の救護その他必要な措置を講じることを義務づけ、道路交通取締法第28条第1号でこの規定に違反した者を3ヶ月以下の懲役、5000円以下の罰金または科料にすることと定めていた。道路交通取締法施行令第67条第1項は、直ちに被害者の救護又は道路における危険防止その他交通の安全を図るため必要な措置を講じなければならないと定め、道路交通取締法施行令第67条第2項は当該措置後に警察官が現場にいないときには、直ちに事故の内容及び講じた措置を警察官に報告し指示を受けなればならないと定めていた。しかし、Xは法令上定められた被害者の救護措置を執らず、また警察官への通報もしなかった。Yは事故から3時間後に死亡した。
Xは重過失致死罪、無免許運転罪（道路交通取締法違反）、救護・報告義務違反罪（道路交通取締法違反）で起訴された。
1959年3月24日に東京地裁は全ての罪で有罪として禁錮10ヶ月の刑を言い渡した。被告は控訴するも、1960年2月10日に東京高裁は「事故の内容」を「操縦者及び被害者を含めて事故の同一性を確認せしめるに足る事項」に限定解釈し、操縦者らが刑事責任に問われる恐れのある事項を含まないとした上で、「黙秘権の保障はそれを供述することにより直ちに自己の刑事事件を根拠づけるような事項に限られ、単に犯罪発覚の端緒となり得るにすぎないような事項には及ばない」として控訴を棄却した。Xは道路交通取締法施行令の事故報告義務規定について「自己の不利益な事実を操縦者に強要するものであり、日本国憲法第38条第1項に違反するから、報告義務違反の部分は無罪にすべきである」として上告した。
1962年5月2日に最高裁は以下の判断を示して上告を棄却した。
- 道路交通取締法は道路における危険防止及びその他交通の安全を図ることを目的とするものであり、道路交通取締法第24条第1項と道路交通取締法施行令第67条は交通事故発生の場合において、操縦者の講ずるべき応急措置を定めているに過ぎず、法の目的に鑑みる時は道路交通取締法施行令第67条警察署をして、速やかに交通事故の発生を知り、被害者の救護、交通秩序の回復につき適切な措置を執らしめ、もって道路における危険とこれによる被害の増大とを防止し、交通の安全を図る等のため必要かつ合理的な規定として是認されなければならない。
- 道路交通取締法第24条第2項掲記の事故の内容とは、その発生した日時、場所、死傷者の数及び負傷者の程度ならびに物の損壊およびその程度等、交通事故の態様に関する事柄を指すものと解すべきであり、操縦者は警察官が交通事故に対する処理をなすにつき必要な限度においてのみ報告義務を負担するのであって、刑事責任を問われるおそれのある事故の原因その他の事項までも報告義務のある事項中に含まれるものとは解せられない。
- 黙秘権を規定した日本国憲法第38条第1項の法意は何人も自己が刑事上の責任を問われるおそれのある事項について供述を強要されないことを保障したものと解すべきで、道路交通取締法施行令第67条第2項により事故報告を命ずることは、憲法第38条第1項にいう自己に不利益な供述の強要にあたらない。